# Apospasta marmoraria
Apospasta marmoraria är en fjärilsart som beskrevs av Alfred Ernest Wileman och South 1920. Apospasta marmoraria ingår i släktet Apospasta och familjen nattflyn. Inga underarter finns listade i Catalogue of Life.